# Meaux
Meaux (pronúnciese mo) es una ciudad y comuna de Francia, antigua capital de la región geográfica de la Brie. Actualmente forma parte del departamento de Sena y Marne, en la región administrativa de Isla de Francia, siendo la subprefectura del distrito de su nombre y la cabecera de los cantones de Meaux Norte y Meaux Sur. Meaux es también el centro y la principal comuna de una comunidad de aglomeración, la Communauté d'Agglomération du Pays de Meaux («Comunidad de Aglomeración del País de Meaux»). Creada en 2003, esta comunidad de aglomeración reúne un total de 18 comunas incluyendo Meaux.

## Geografía
Meaux se encuentra en el norte del departamento, a orillas del río Marne, cerca del Canal del Ourcq, a 41,1 km al nordeste de París y a 49,5 km al norte de Melun (chef-lieu de Sena y Marne). Además de las comunicaciones fluviales, la autopista A140 (un ramal de la A4) le da servicio, estando muy bien comunicada por esta vía. Asimismo dispone de conexiones por ferrocarril y por autobús.

## Demografía

### Censo de 2012
Con una población de 51.398 habitantes (censo de 2012), Meaux es la segunda ciudad más poblada de Sena y Marne después de Chelles (53.090 habitantes en 2012).

### Evolución de la población (1793-2007)
| 6860 | 6648 | 6573 | 7375 | 9000 | 7809 | 9382 | 9900 | 10 491 | 10 762 | 11 343 | 11 202 | 11 739 | 12 525 | 12 291 | 12 833 | 13 520 | 13 690 | 13 921 | 13 600 | 13 541 | 14 190 | 14 169 | 14 429 | 14 223 | 16 767 | 22 251 | 30 167 | 42 243 | 45 005 | 48 305 | 49 421 | 48 466 |
| Para los censos de 1962 a 1999 la población legal corresponde a la población sin duplicidades (Fuente: INSEE [Consultar]) |      |      |      |      |      |      |      |        |        |        |        |        |        |        |        |        |        |        |        |        |        |        |        |        |        |        |        |        |        |        |        |        |

## Historia y cultura
En francés el gentilicio de Meaux es Meldois (pronúnciese «meldoá»), tanto en singular (un Meldois), como en plural (los Meldois). Ambos términos, Meaux y Meldois, provienen de los meldos (en latín: los Meldi), el pueblo galo que fundó la población y que ocupaba esta parte del valle del Marne en la época de la llegada de los romanos. Aunque durante el primer período de ocupación romana la ciudad fue llamada Iantinum por los romanos, el nombre de los meldos persistió y finalmente originó tanto el actual nombre francés de la ciudad como el de sus habitantes.

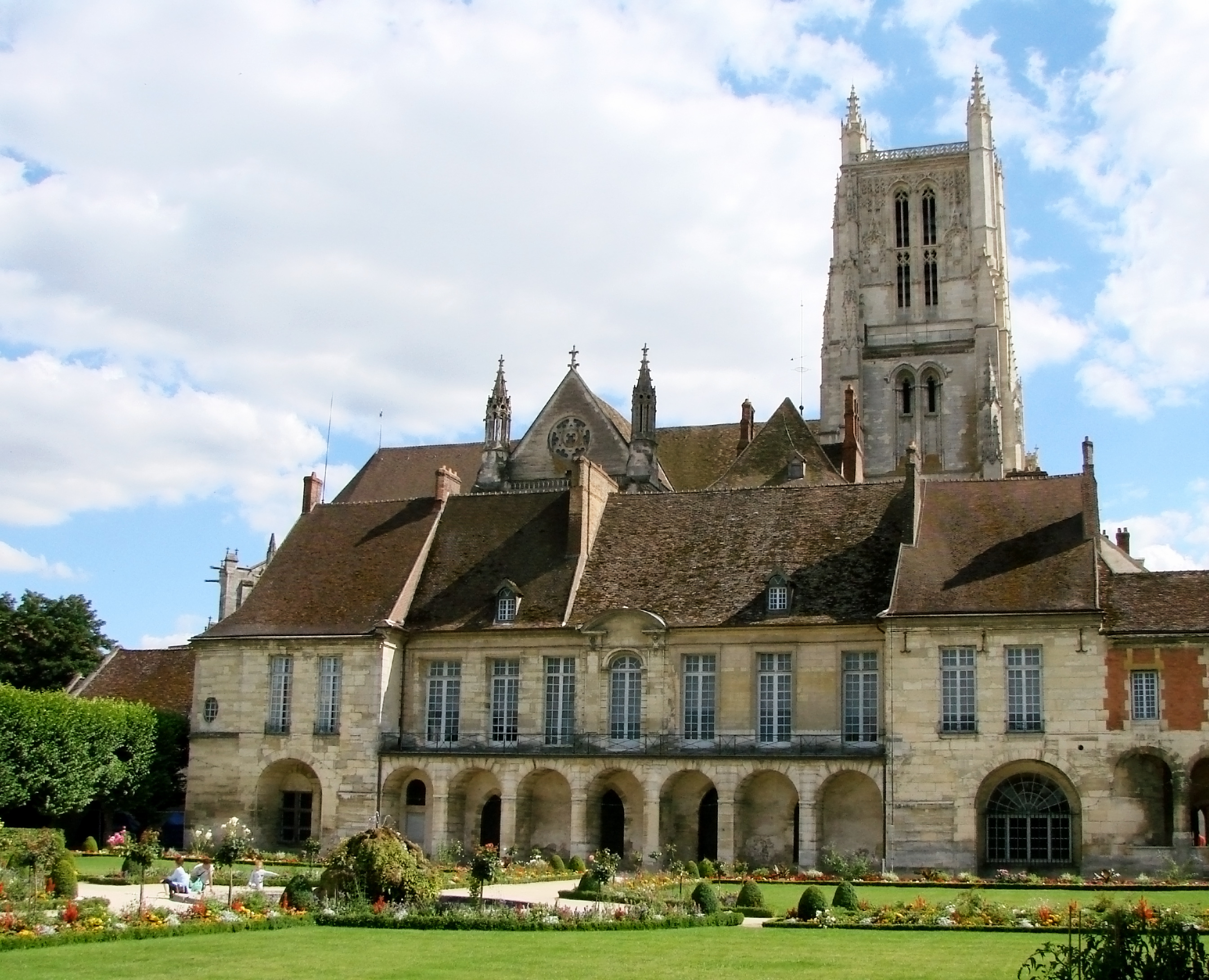
El jardín Bossuet y el palacio episcopal, que alberga el Museo Bossuet. Detrás del palacio puede apreciarse la catedral de San Esteban.

Los edificios históricos y los monumentos de Meaux están principalmente situados en el casco antiguo de la ciudad, dentro de las antiguas murallas defensivas, todavía hoy en día parcialmente conservadas gracias a una importante porción del perímetro defensivo de época galo-romana. Un meandro del río Marne divide el centro histórico en dos partes, un barrio al norte, conocido entre los habitantes como el barrio de la catedral (Quartier de la Cathédrale), y un barrio al sur, dentro del meandro, conocido entre los habitantes como el barrio del mercado (Quartier du Marché). En el barrio norte se encuentran la Catedral de Meaux (dedicada a San Esteban), el palacio episcopal y sus jardines (el jardín Bossuet, cuyo trazado sobre el suelo tiene forma de mitra de obispo), la antigua sede del viejo capítulo (le vieux chapitre), parte de las murallas defensivas (como ya ha sido indicado), y algunas torres y restos arqueológicos de época gala, romana y medieval, entre ellos los del yacimiento de La Bauve al noreste del centro de la ciudad, un antiguo santuario y lugar de culto, primero galo y más tardíamente romano. Los diferentes yacimientos diseminados por Meaux abarcan diferentes épocas: la época gala (siglos IV, III, II y I a. C.), el período galo-romano (siglos I, II y III) y el período paleocristiano y siglos siguientes (del siglo III al siglo XVIII, con los restos, entre otros, de la Abadía de Saint-Faron, derruida durante la Revolución francesa). En el barrio sur del casco antiguo se encuentran, principalmente, el mercado cubierto y el Canal Cornillon. Este canal, construido durante la Edad Media (su existencia ya está mencionada en un texto del año 1235), es probablemente el canal todavía en uso más antiguo de Francia. Siglos después, en 1806, durante el Imperio Napoleónico, fue construido el Canal del Ourcq, destinado a la navegación fluvial cuando la formación de bancos de arena obstaculiza la navegabilidad del río.
En la actualidad la ciudad de Meaux es sobre todo conocida por dos productos gastronómicos: el Brie de Meaux (una variedad de queso de Brie) y la variedad local de mostaza, la Mostaza de Meaux. Según la apelación administrativa oficial francesa, la AOC, la denominación de origen Brie de Meaux se divide en dos apelaciones: Brie de Meaux fermier («Brie de Meaux de granja», elaborado con la leche de las vacas de un único productor) y Brie de Meaux laitier (literalmente «Brie de Meaux lechero», en referencia al acuerdo firmado entre varios productores para elaborar un Brie a partir del ensamblaje de la leche de las vacas de cada uno de ellos). La receta de la Moutarde de Meaux («Mostaza de Meaux») es desde el siglo XVIII tanto una denominación de origen como una marca comercial de la que es propietaria la empresa Pommery. Está actualmente derivada no solo en la bien conocida receta tradicional sino también en una variedad de nuevas combinaciones de ingredientes: Mostaza a la Miel, Mostaza a la Pimienta Verde, Moutarde Royale (esta última elaborada con coñac) etc.
Varios festivales y conciertos se celebran regularmente en Meaux, como por ejemplo el festival de música «Musik'elles» (celebrado generalmente al final de cada verano). Hay también una banda sinfónica en Meaux: L'Harmonie du Pays de Meaux. Está constituida por tres conjuntos, ordenados según las edades de sus instrumentistas: Les Minimes (niños), Les Juniors (adolescentes) y L'Harmonie de Meaux (adultos). La banda es también una de las dos escuelas oficiales de música de Meaux. La otra es el conservatorio de la ciudad.
También, desde hace más de treinta años, a lo largo de varios fines de semana cada verano, se celebra un espectáculo en la explanada que separa la catedral del palacio episcopal, el Spectacle historique («espectáculo histórico»). El espectáculo representa la historia de Meaux a lo largo de la Edad Media y del Renacimiento, y también, desde 2013, durante la Primera Guerra Mundial (el avance alemán fue detenido en Meaux en 1914 durante la Primera batalla del Marne).
Solo hay un cine en Meaux: el Majestic, anteriormente un teatro escénico. En la actualidad hay tres teatros escénicos en la ciudad. Uno de ellos es el Théâtre Gérard Philippe, un teatro privado, situado cerca del mercado cubierto. No muy lejos del mercado, en el mismo barrio pero en un edificio mayor y más reciente, se encuentra el teatro oficialmente construido y subvencionado por el ayuntamiento de Meaux, el Théâtre Luxembourg, dividido en dos salas dentro del mismo edificio: la Salle Luxembourg (601 butacas) y la Salle du Manège (107 butacas). En una zona situada más al este, en el barrio de Beauval, se encuentra el tercer teatro escénico, la Salle Champagne (200 butacas), situada en el Espace Caravelle, un edificio que es propiedad del municipio, dedicado a actividades culturales. Compañías teatrales privadas y asociaciones culturales representan obras en los tres teatros.
La ciudad de Meaux cuenta con dos museos: el Museo Bossuet (situado en el palacio episcopal, este es el museo de arte e historia de Meaux) y el Museo de la Gran Guerra del País de Meaux [fr] (el mayor museo del mundo sobre la Primera Guerra Mundial).

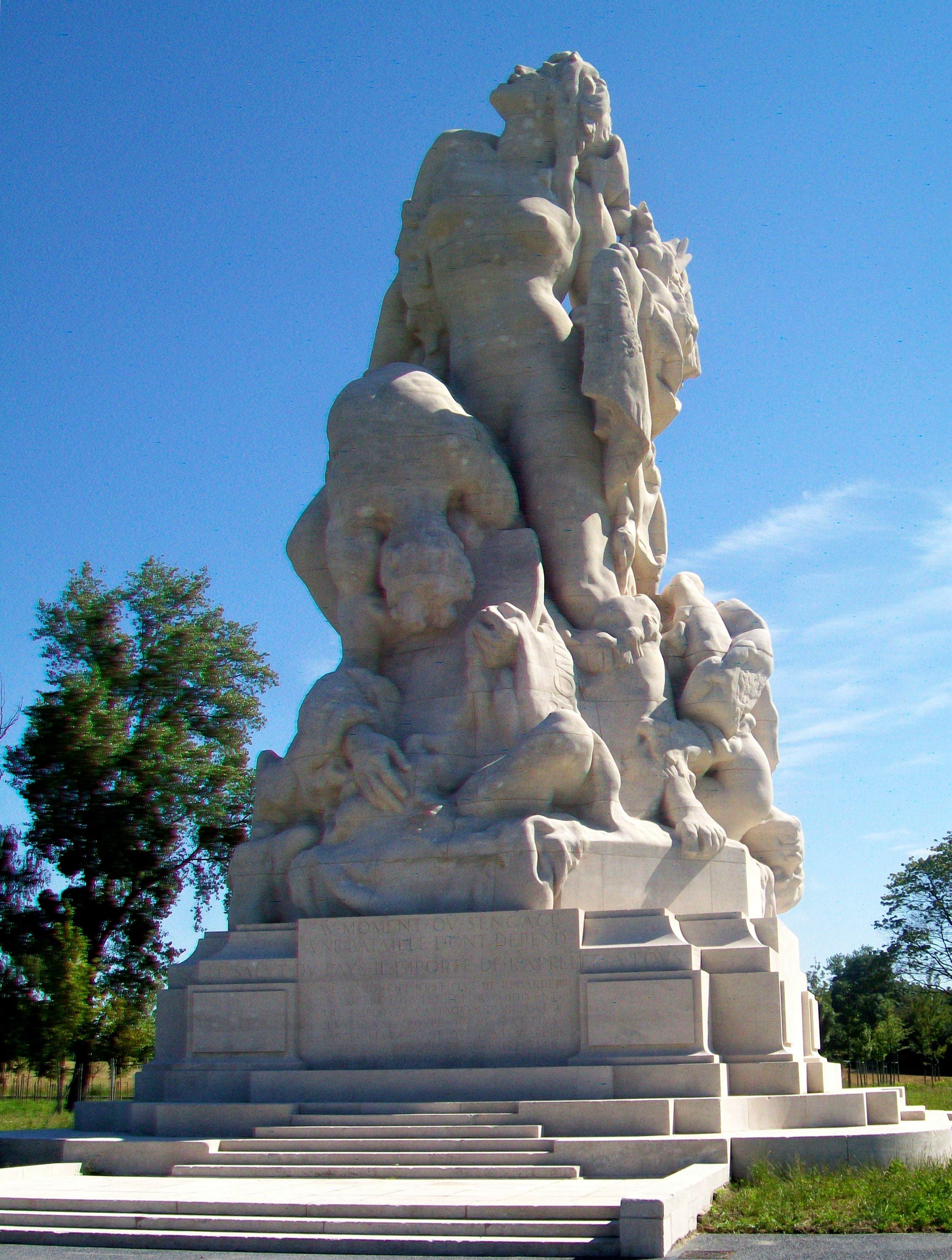
La Liberté éplorée, también conocido como «el monumento americano», levantado a la memoria de las bajas francesas de la Batalla del Marne

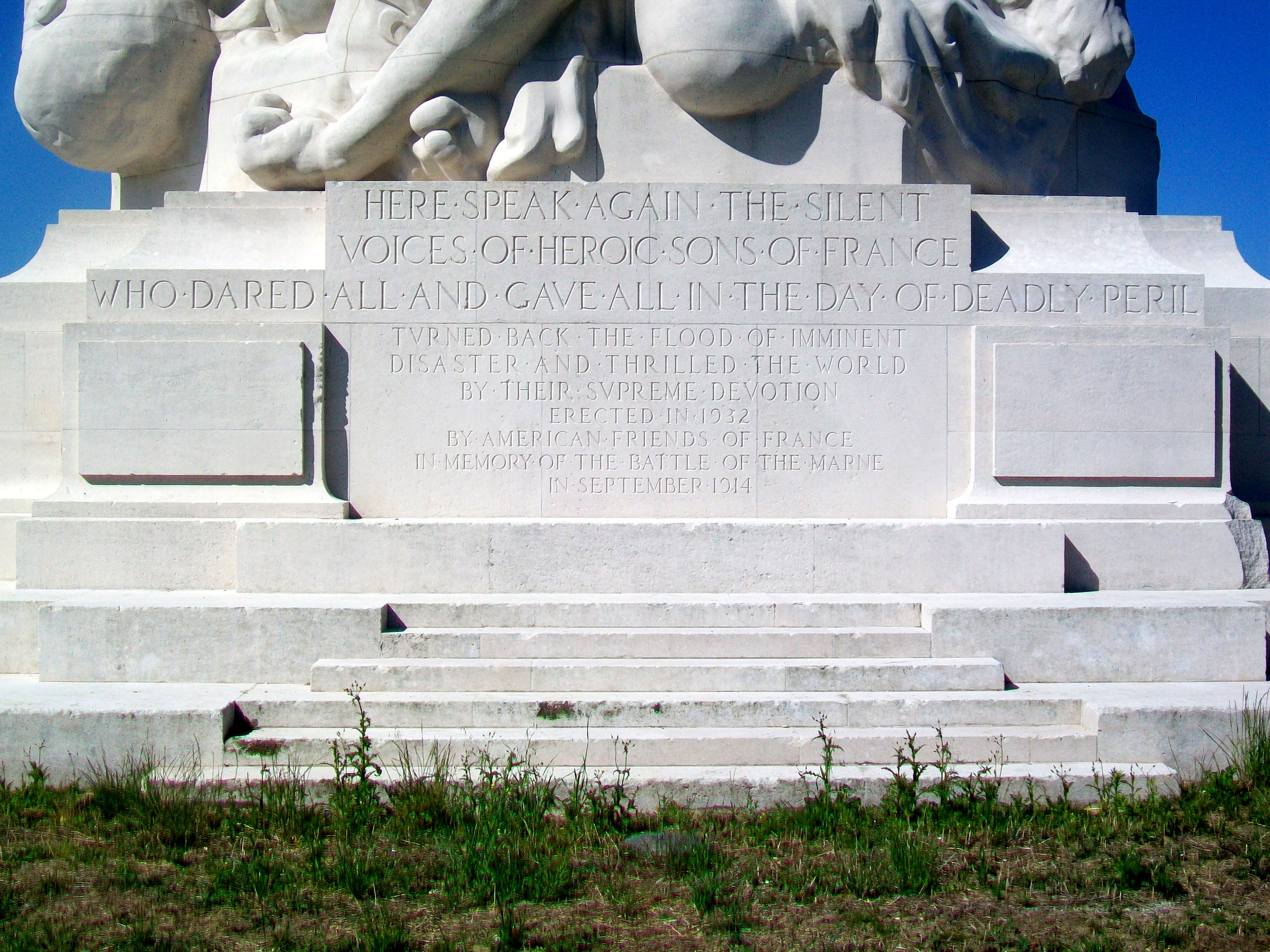
La inscripción en la placa, en el pedestal del monumento, en la parte trasera (en inglés). La inscripción de la parte frontal está en francés

### Edad Media: La Grande Jacquerie y el asedio de Meaux
La Grande Jacquerie fue una revuelta campesina de la Edad Media que tuvo lugar en el norte de Francia en 1358 durante la Guerra de los Cien Años. La nobleza había votado en Compiègne un nuevo impuesto para financiar la defensa del país, forzando al campesinado a pagar unos impuestos crecientes y a reparar sin compensación sus propiedades dañadas por la guerra. De esto resultó en una serie de rebeliones sangrientas en varias regiones del norte de Francia, que comenzaron a finales de mayo de 1358.
Unos 5.000 hombres se habían reagrupado detrás de un jefe carismático, Guillaume Caillet (o Callet, también nombrado Cale, Carle o Karle en textos anglosajones). Después de unas primeras victorias, el 9 de junio unos mil hombres (entre Jacques y parisinos) intentaron tomar la fortaleza de Meaux donde se alojaba el Delfín Carlos, pero fueron masacrados por una carga imprevista de la caballería del conde de Foix y el captal de Buch,  Jean de Grailly.
El Sitio de Meaux fue llevado a cabo en 1422 entre los asediantes, los ingleses del rey Enrique V, y los asediados, franceses, durante la Guerra de los Cien Años. La defensa de la ciudad estaba capitaneada por el Bastardo de Vaurus, que las fuentes de la época presentan como malvado y cruel, pero también como un comandante valeroso. El asedio empezó el 6 de octubre de 1421 y pronto las minas y los bombardeos consiguieron destruir la muralla. Pronto las bajas empezaron a aumentar en el ejército inglés, incluyendo a John Clifford, séptimo Barón de Clifford, quien, además de haber obtenido la rendición de Cherburgo, había estado en el Sitio de Harfleur y en la Batalla de Azincourt. Además los ingleses empezaron a caer enfermos al poco tiempo de iniciado el asedio y se estima que una decimosexta parte de los asediantes murió de disentería y de viruela. El 9 de marzo de 1422, la ciudad se rindió, aunque la guarnición resistió. Bajo un bombardeo constante la guarnición acabó por rendirse el 10 de marzo, después de un asedio de ocho meses. El Bastardo de Vaurus fue decapitado, como también lo fue un trompetero llamado Orace, que en una ocasión se había reído de Enrique, el rey inglés. Sir John Fortescue fue entonces instalado como el capitán inglés del castillo de Meaux, (castillo hoy en día derruido, aunque quedan partes de sus cimientos, enterrados bajo el parque de estacionamiento que se encuentra en frente del ayuntamiento).

### Guerras Napoleónicas
Meaux, que comunica con París en línea recta por la carretera hoy en día denominada RN3 (Route nationale 3, «carretera nacional 3»), ha sido siempre un lugar de paso para las tropas de invasión de todo país extranjero que haya intentado alcanzar París desde el este (como Prusia, por ejemplo, en septiembre de 1870). En febrero de 1814, momento en que las Guerras Napoleónicas llegaban a su fin, las tropas de Napoleón Bonaparte, batiendo en retirada y perseguidas por las tropas rusas, se atrincheraron en el interior del meandro del Marne, el barrio del actual mercado cubierto de Meaux (construido más tarde, en 1879). Un natural de Meaux, Charles-Aimé Lupette, que ya había combatido en España, se distinguió en combate durante el asedio. Las tropas rusas, que decidieron atacar allí mismo a las tropas francesas, cañonearon el barrio y el 27 de febrero una de sus balas de cañón se quedó incrustada en la fachada de una de las casas situadas en frente del actual mercado cubierto. A modo de recuerdo los Meldois han conservado hasta hoy en día esa bala en esa fachada, bautizando el edificio en el que se encuentra todavía incrustada como Au boulet Russe du 27 février 1814 (cuya traducción sería aproximadamente «Casa de la bala rusa de cañón del 27 de febrero de 1814»), aunque los habitantes de Meaux, para abreviar, la llaman simplemente la maison du boulet russe («la casa de la bala de cañón ruso»).
Los combates de la retirada napoleónica tuvieron lugar en Meaux y en sus alrededores del 9 de febrero al 27 de marzo de 1814. En la actualidad, una asociación de Meaux de aficionados a la recreación histórica reconstituye regularmente, mediante caballos y uniformes de época, dichos combates. Se trata de Les Grognards de la Marne (los grognards, literalmente «los gruñones», es el sobrenombre con el que se conocía a los miembros más veteranos de la Guardia Imperial).

### Primera Guerra Mundial: la primera Batalla del Marne
Durante la Primera batalla del Marne (septiembre de 1914), las tropas alemanas fueron detenidas en las puertas mismas de la ciudad. Esta brillante acción militar no solo impidió que la ciudad fuese ocupada por los alemanes sino que además cambió el curso de la guerra. En 1932, en el lugar del campo de batalla, a las puertas de Meaux, los Estados Unidos de América erigieron un monumento a la memoria de los soldados franceses caídos en combate durante la batalla. Titulado, en francés, La Liberté éplorée («La Libertad desconsolada»), este memorial es conocido popularmente entre los franceses como Le Monument américain («el monumento americano»). En 2011, al lado del monumento, fue construido el Museo de la Primera Guerra Mundial (Musée de la Grande Guerre du pays de Meaux [fr]).

## Actividades deportivas
La comuna está representada por el club de fútbol CS Meaux. Muchas otras categorías deportivas son también practicadas en Meaux, especialmente los deportes acuáticos. Hay en Meaux, por ejemplo, un club de piragüismo (canoa y kayak, actividades practicadas principalmente en el Canal del Ourcq), buceo (el club «Asterina», cuyo nombre viene de un género de estrella de mar, se entrena en las piscinas de la ciudad), natación (con el Club sportif Meaux Natation) etc.

## Transportes
Meaux está comunicado por ferrocarril por la estación de Meaux, que se encuentra en el paso de la línea de cercanías Transilien Paris-Est así como en el de varias líneas de tren nacionales. La conexión por ferrocarril entre París y Meaux fue establecida por primera vez en 1849. La actual estación de tren de la SNCF, todavía en uso hoy en día, fue construida en 1890.
Junto a la estación de tren, en el mismo emplazamiento, se encuentra también la principal estación de autobuses de la ciudad, con más de 30 líneas de autobús que comunican toda la zona este de la aglomeración parisina.

## Galería de imágenes

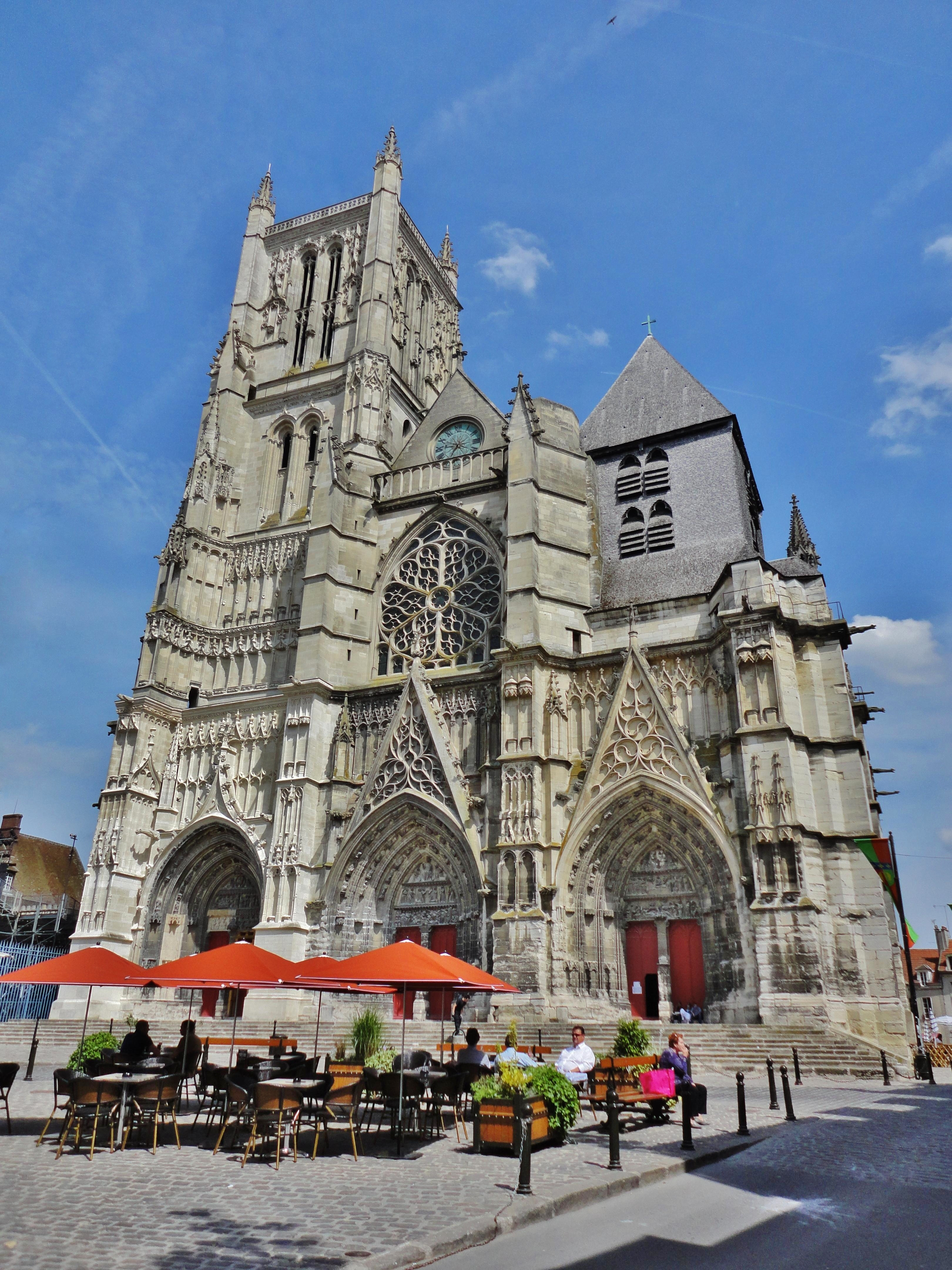
La Catedral de San Esteban
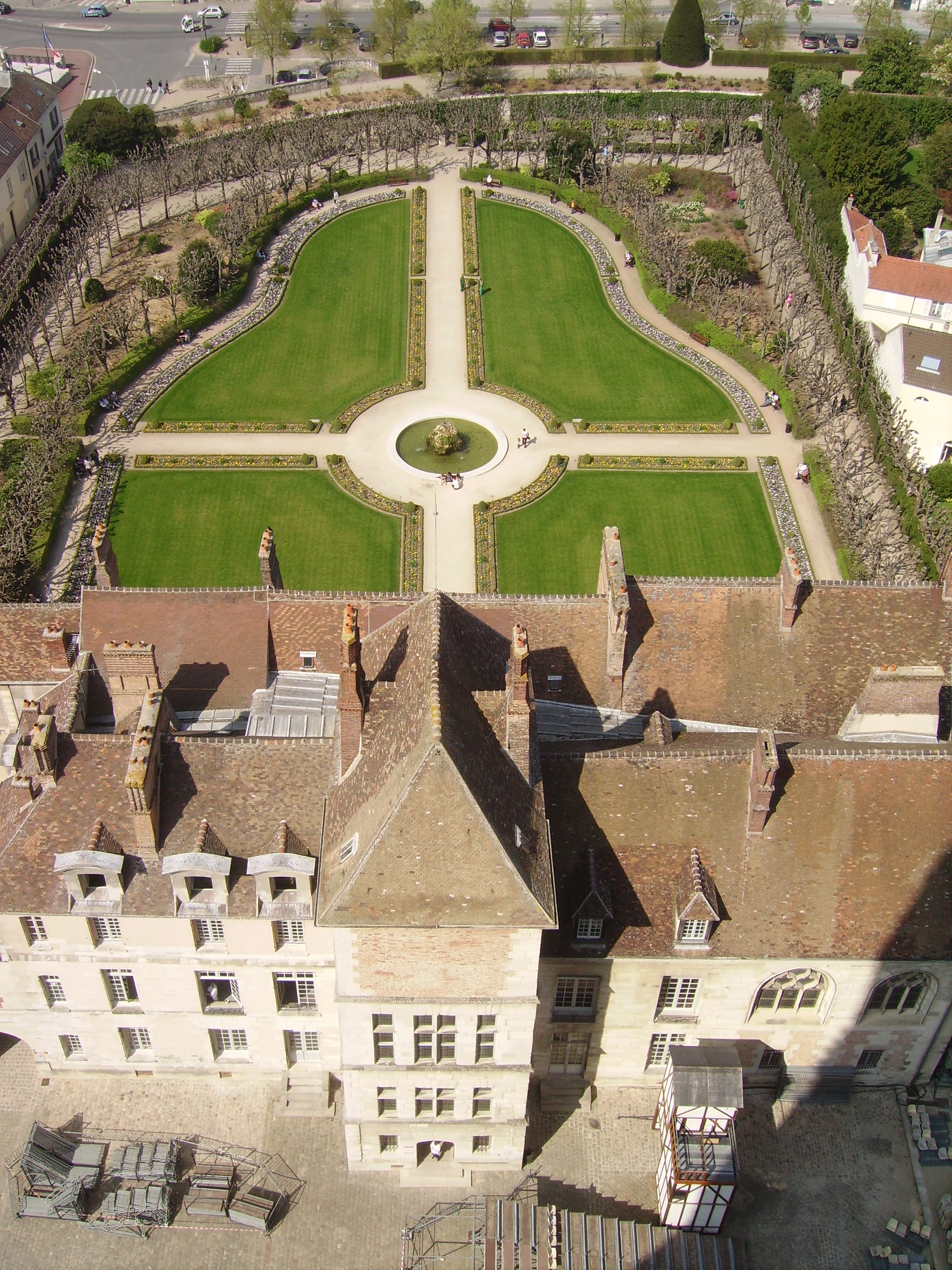
El palacio episcopal y el jardín Bossuet, en forma de mitra
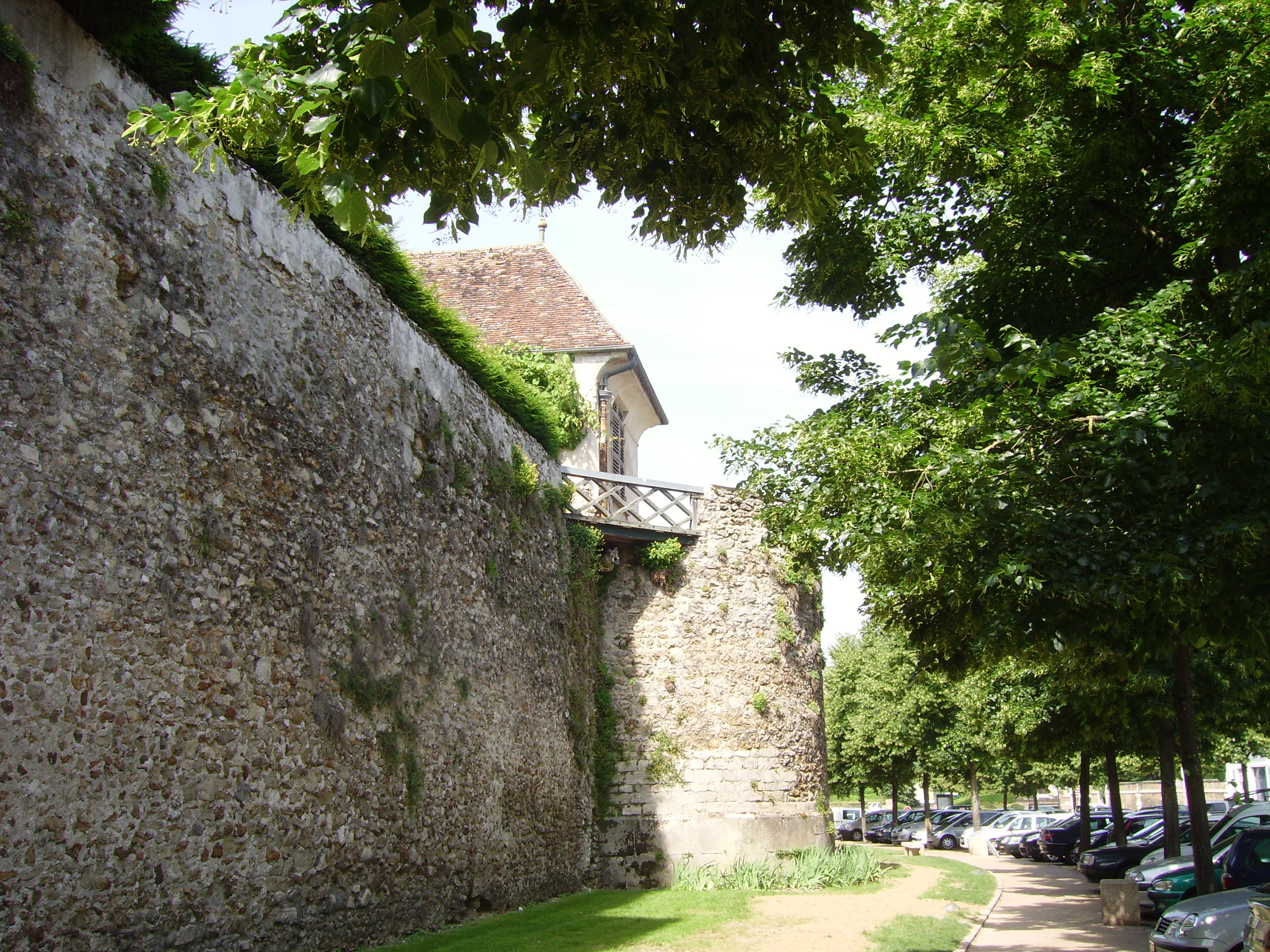
Las murallas de Meaux
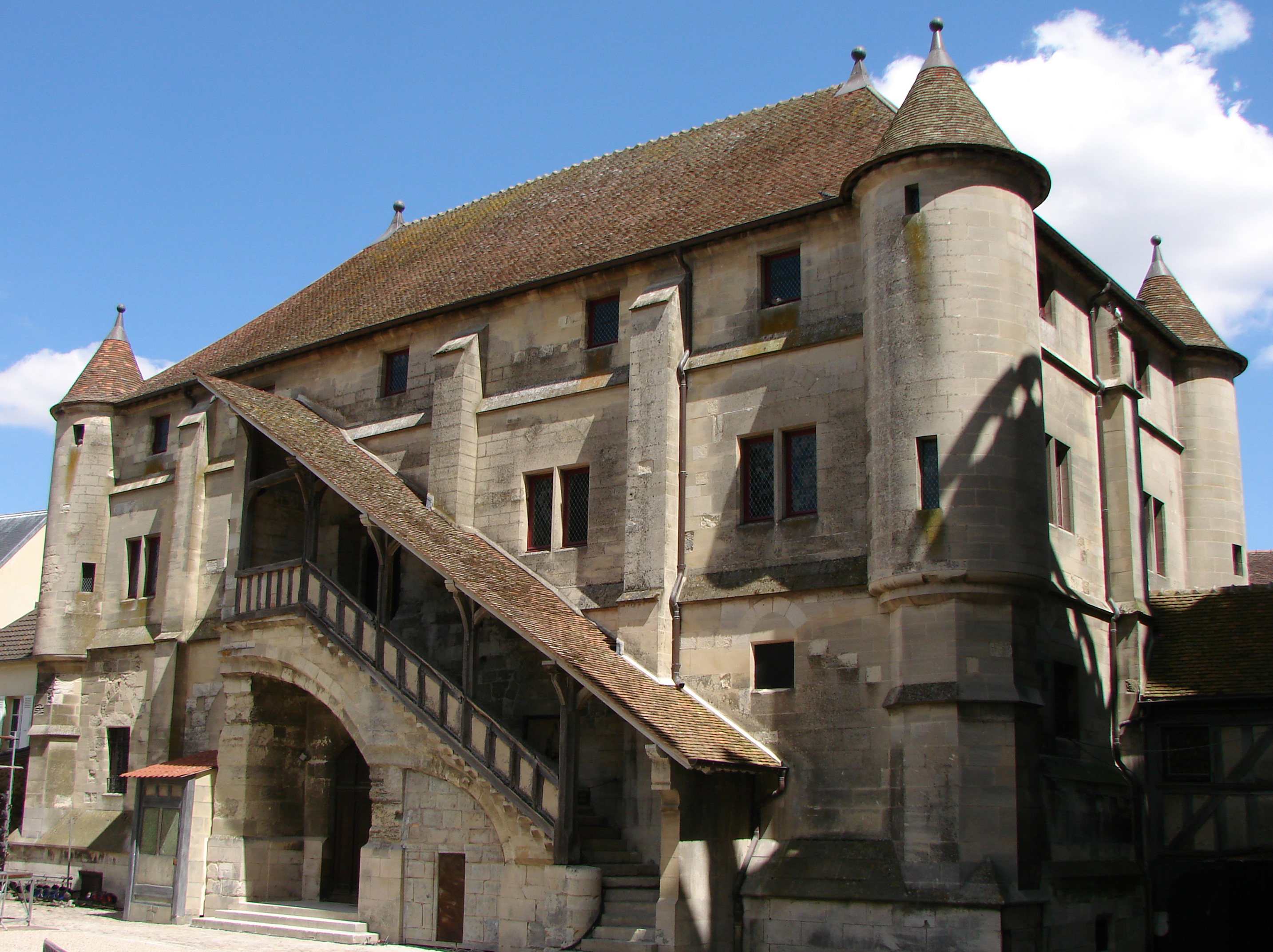
El viejo capítulo
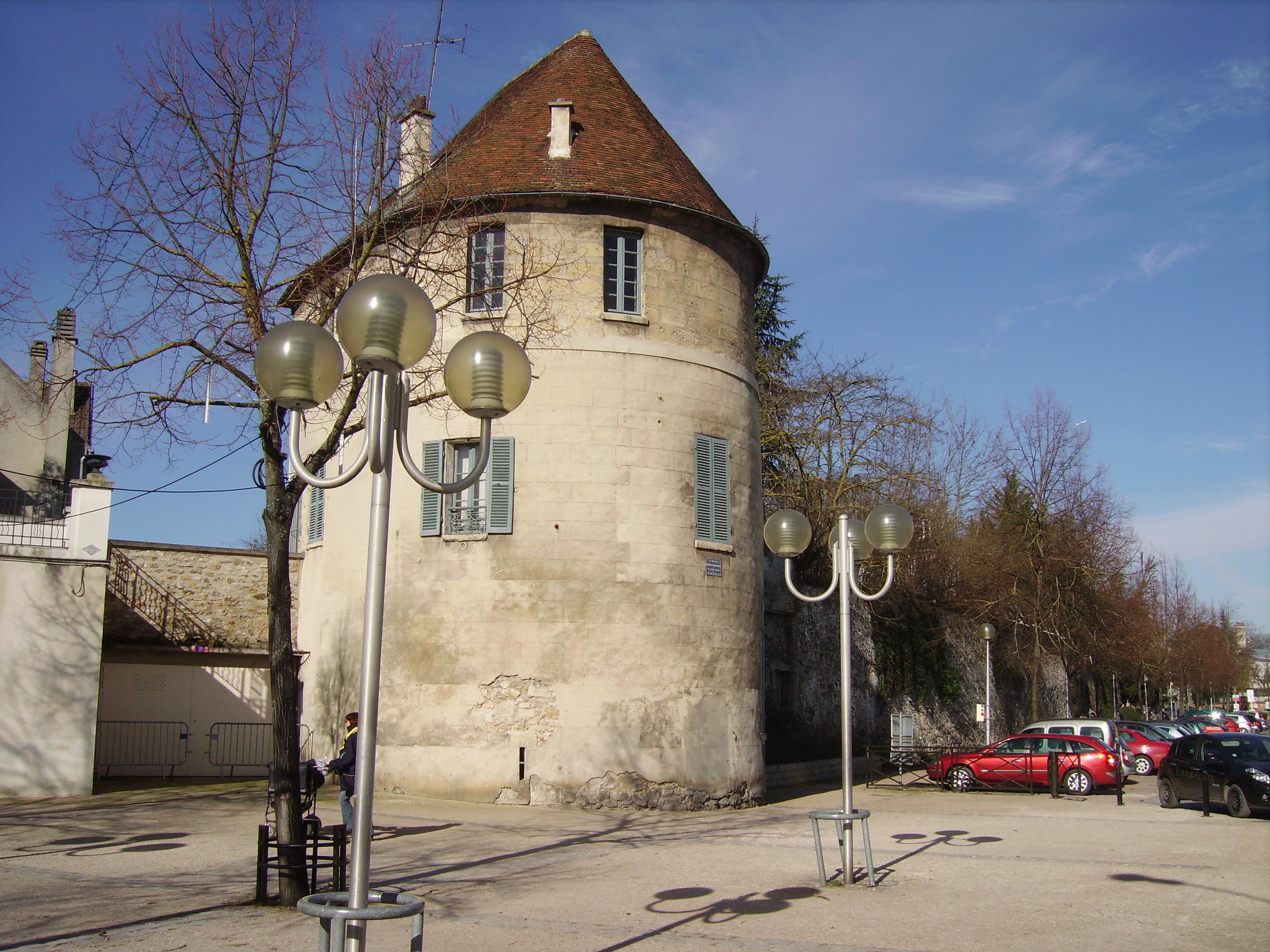
La torre de los ballesteros
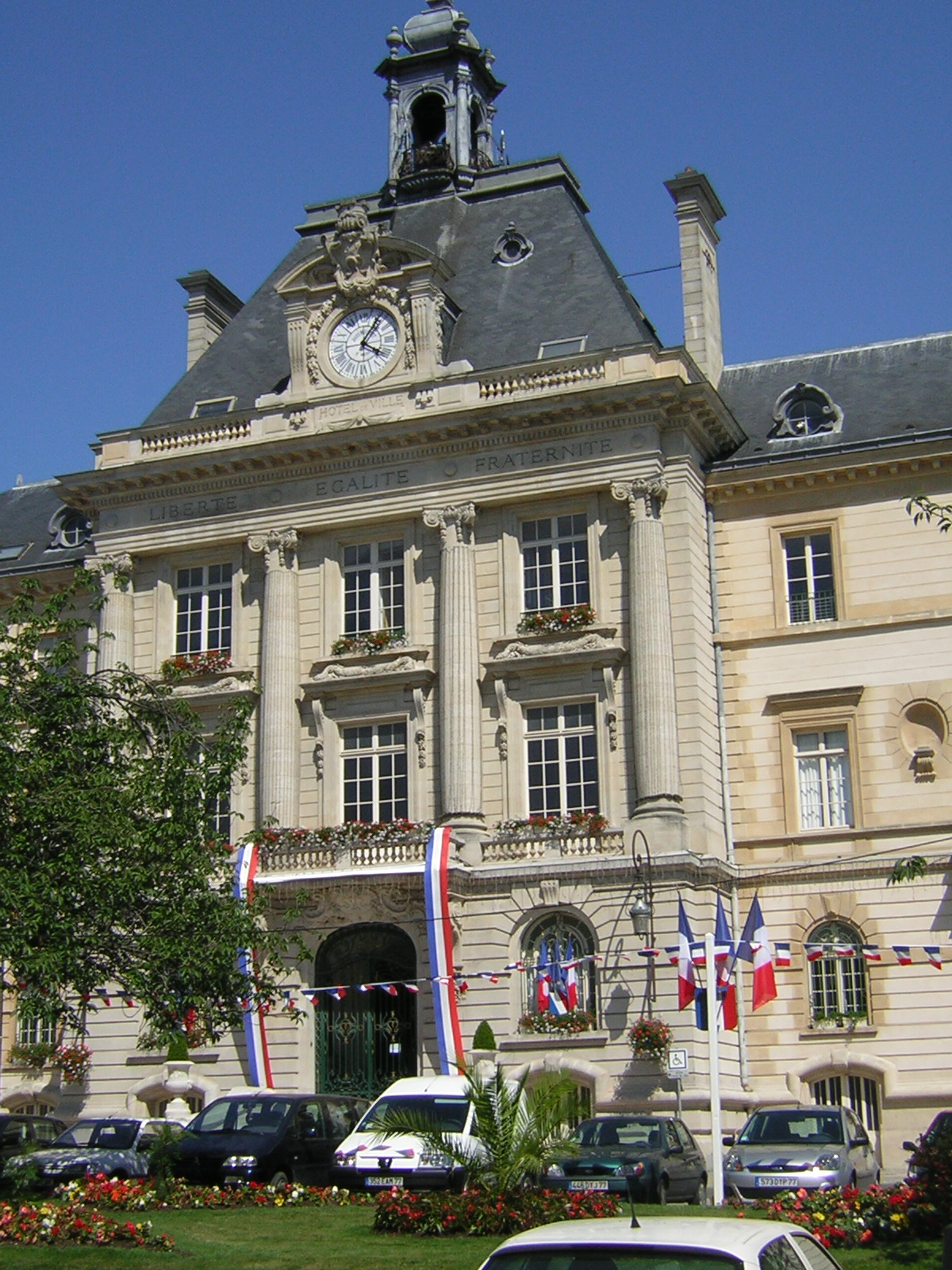
El ayuntamiento
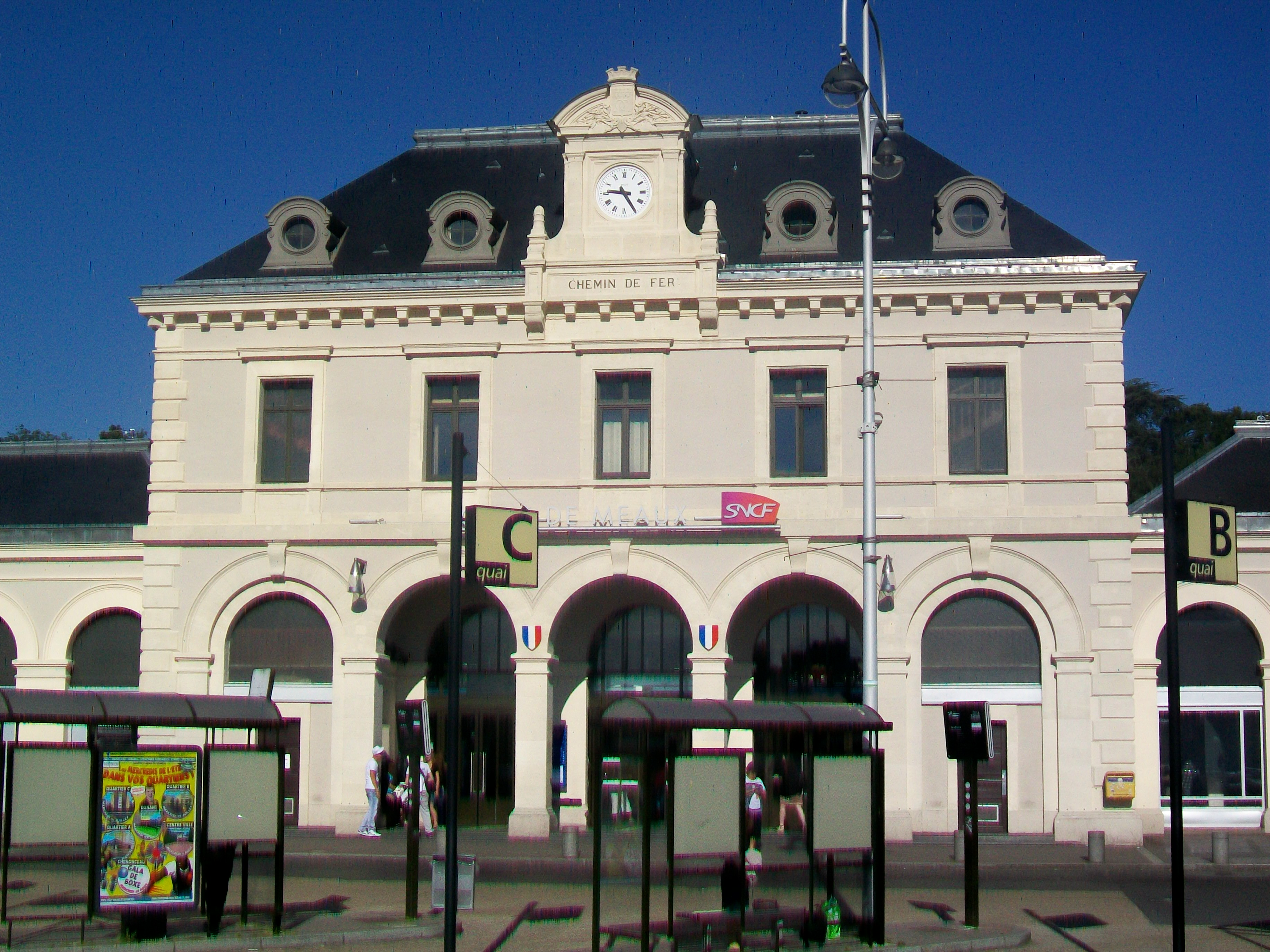
La estación de tren
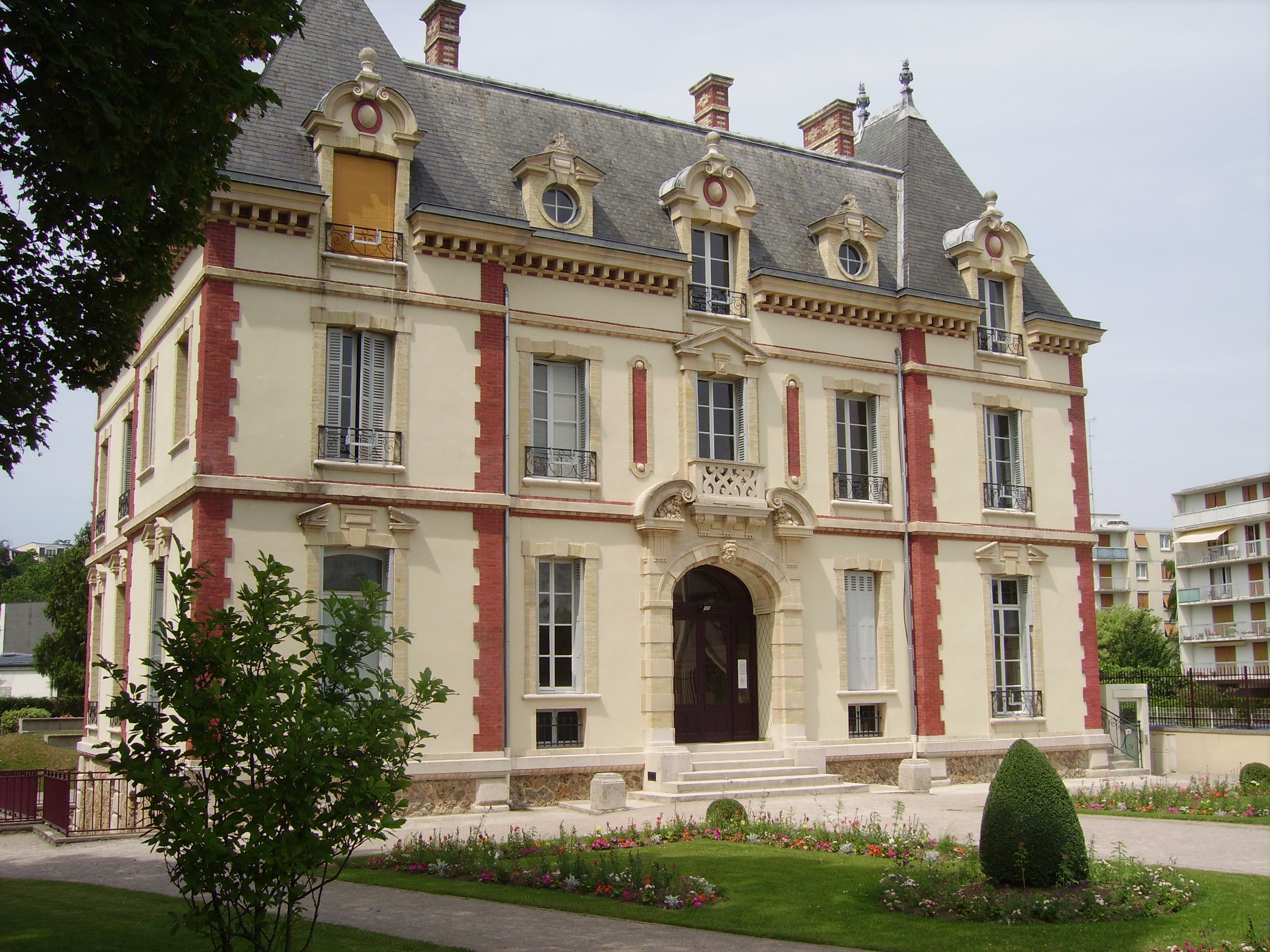
El conservatorio de música
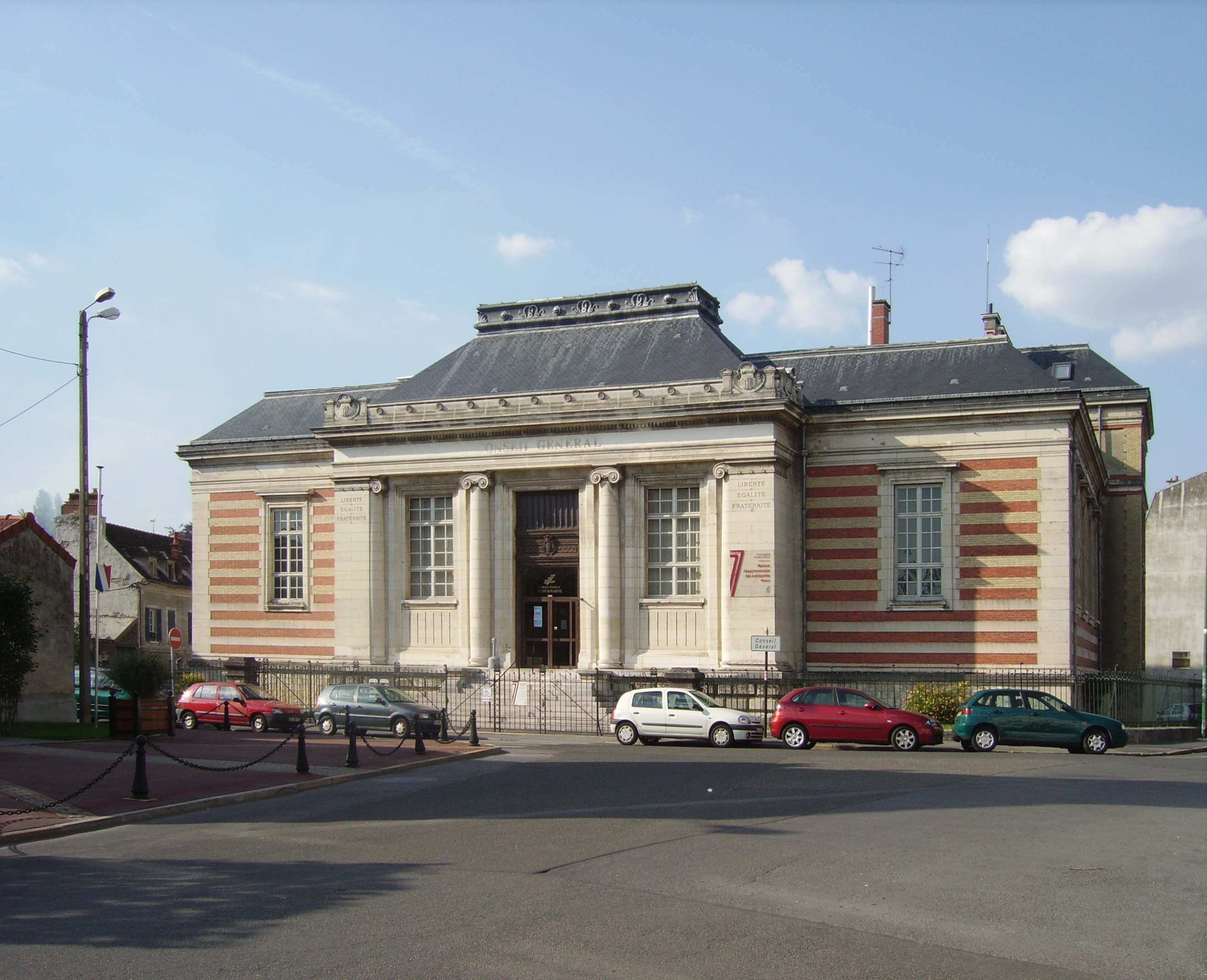
El antiguo palacio de justicia (1884), hoy en día el consejo general de la ciudad
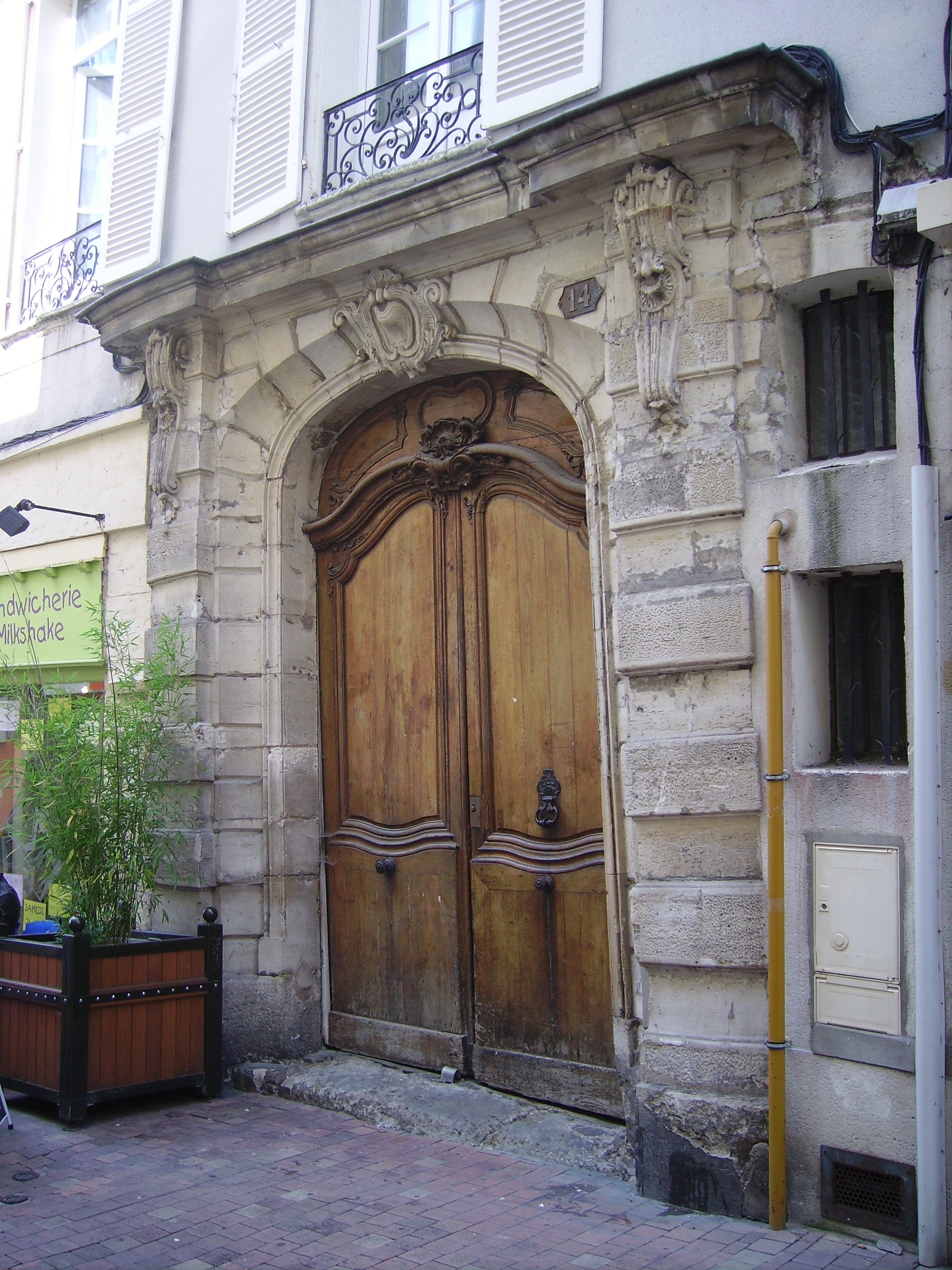
Portal monumental (siglo XVIII)
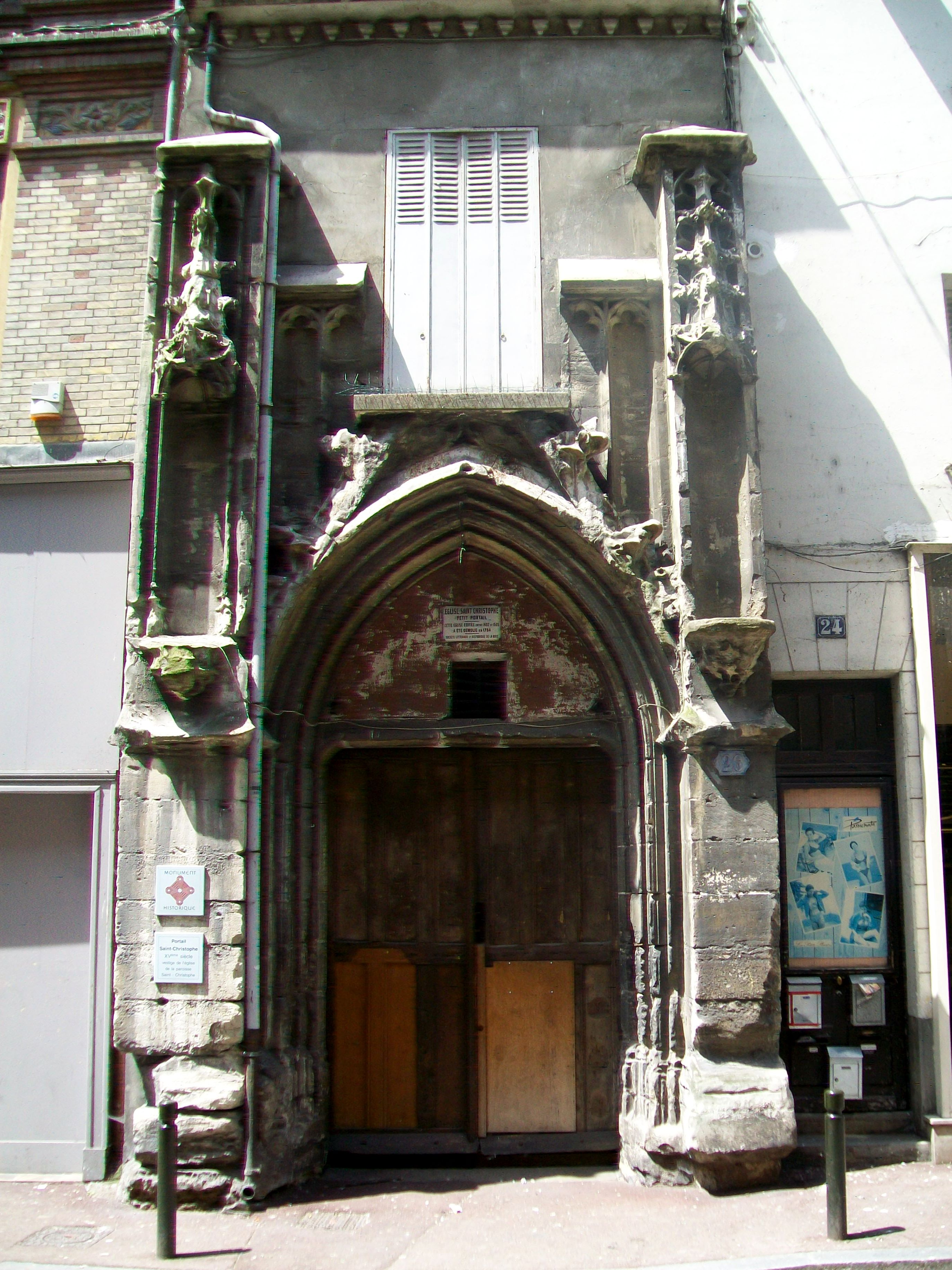
Portal lateral de la antigua iglesia de San Cristobal, destruida durante la Revolución francesa.
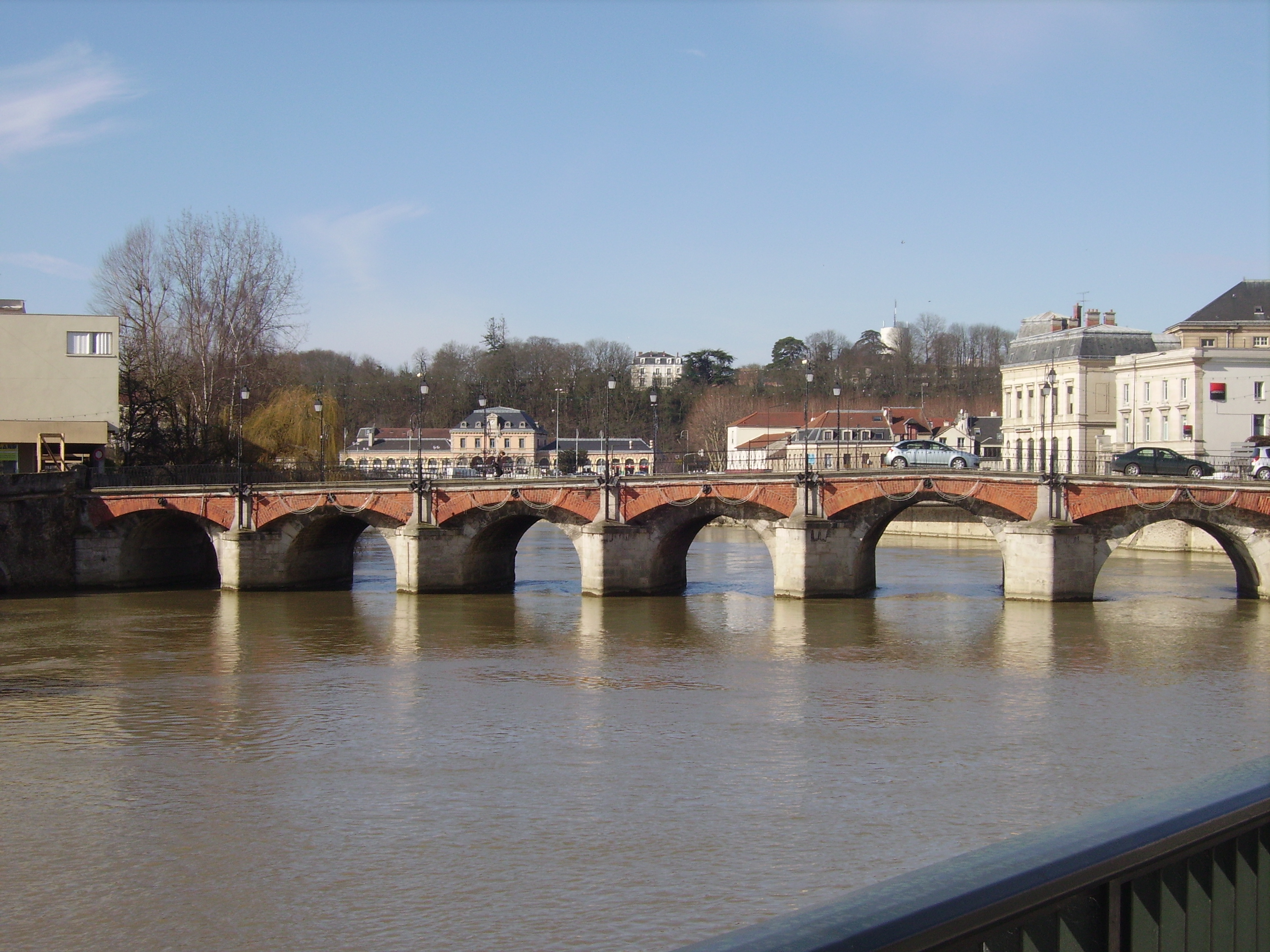
El Puente del Mercado
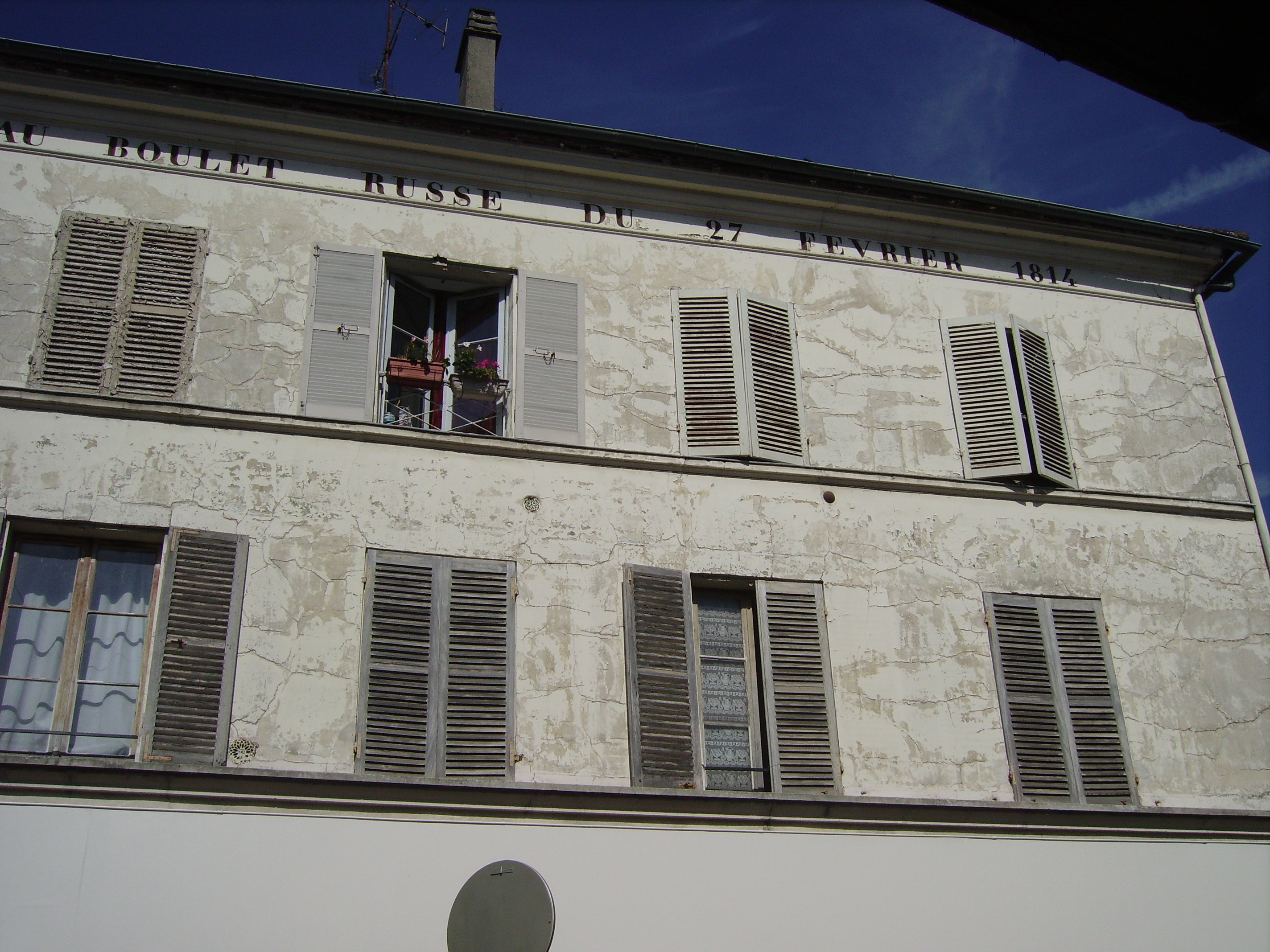
La casa de la bala rusa de cañón (visible bajo la penúltima ventana del piso superior)
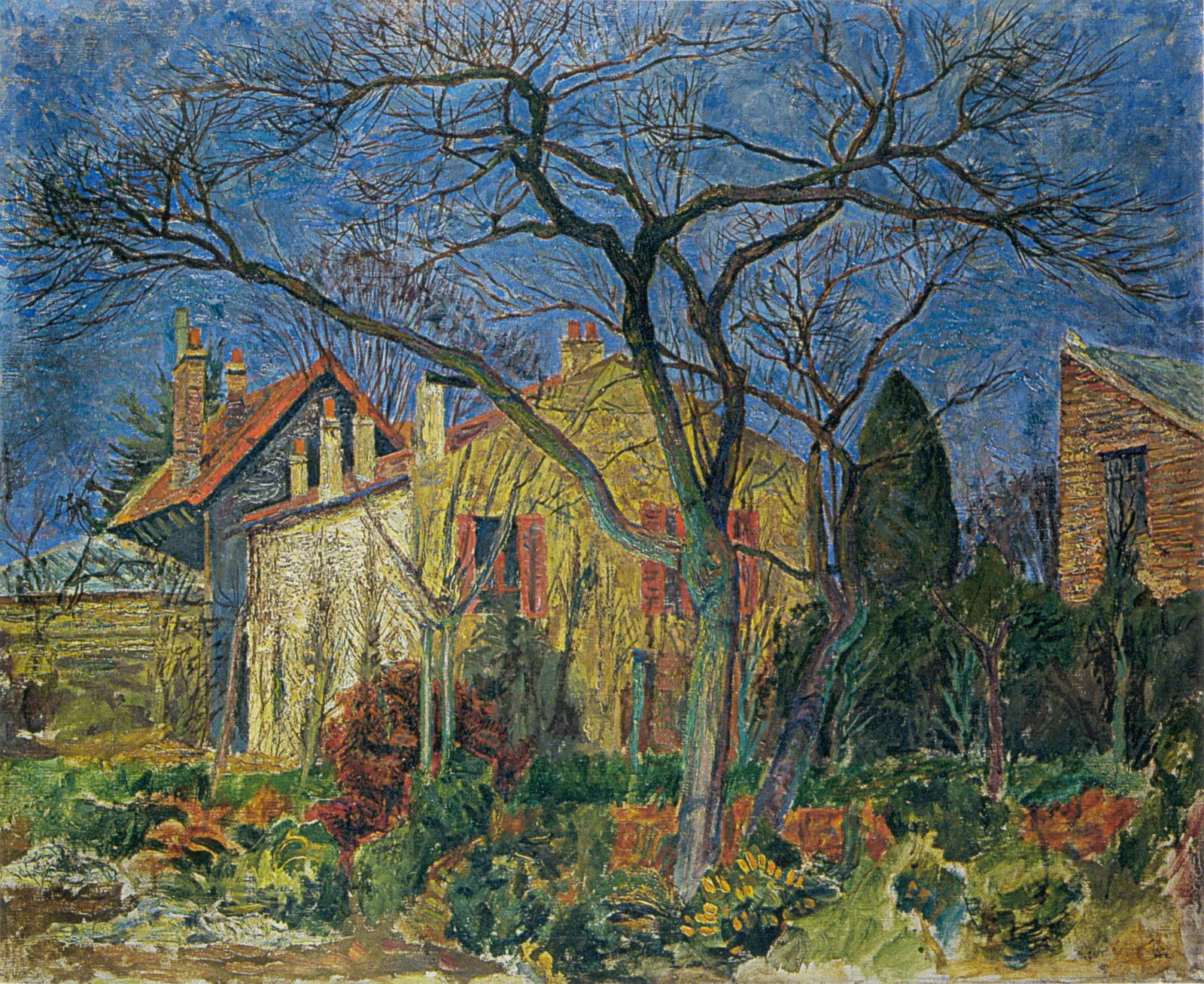
Paisaje en Meaux (óleo sobre lienzo, de Zygmunt Waliszewski, 1929)
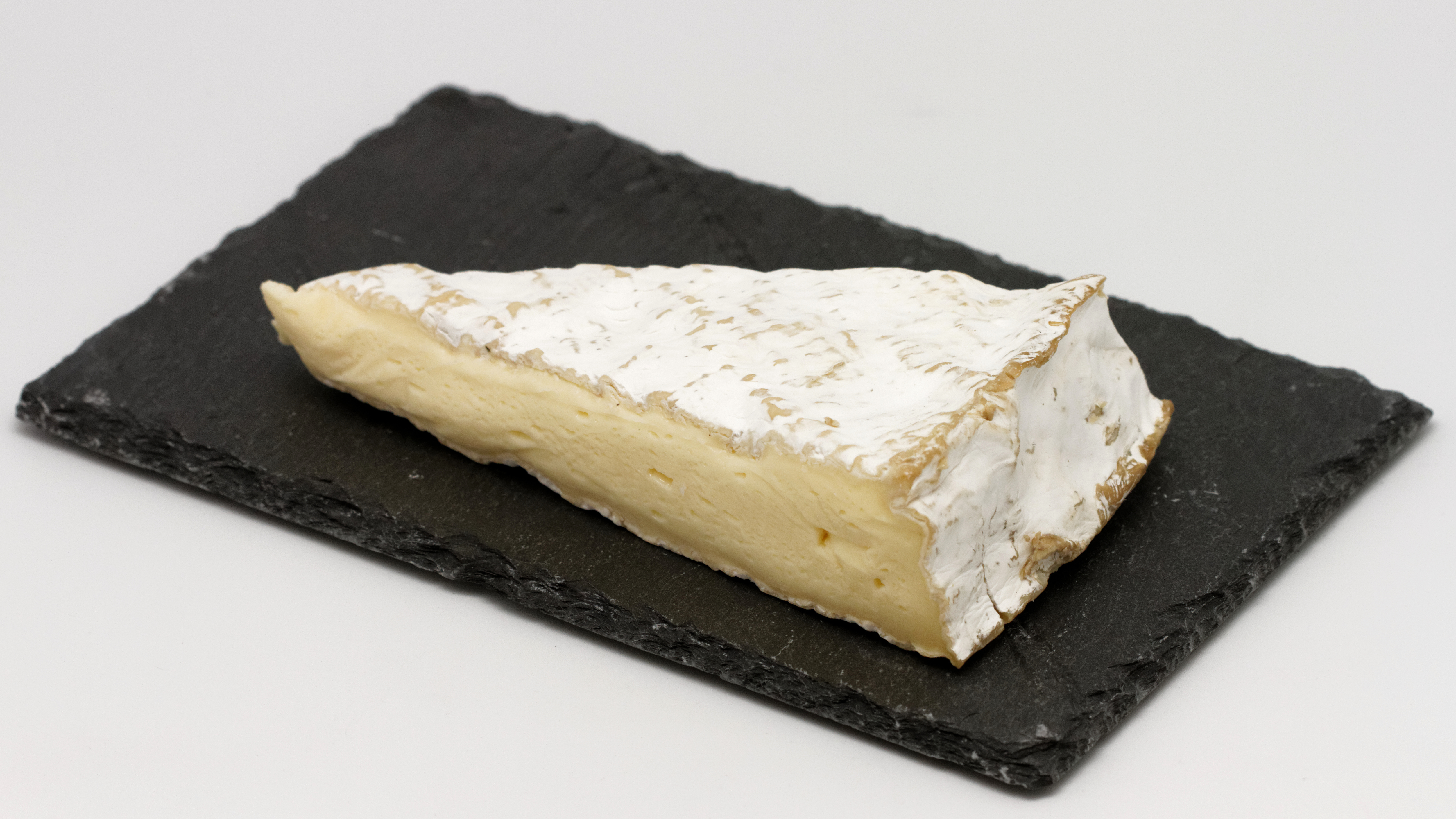
Brie de Meaux

## Personajes célebres
- Jacques-Bénigne Bossuet, obispo de Meaux de 1681 a 1704.
- Philippe de Vitry, obispo de Meaux de 1351 a 1361 y figura emblemática de la Edad Media, compositor y autor del tratado Ars Nova Notandi.
- Gilbert du Motier, Marqués de La Fayette, diputado representante y alcalde de Meaux. La Fayette es famoso por haber sido uno de los hombres de confianza de George Washington durante la Revolución estadounidense, un general cuyo estado mayor estaba basado en el estado de Virginia. Comandó tropas francesas y estadounidenses contra los británicos.
- Joop Zoetemelk - ciclista. Zoetemelk y su esposa francesa fueron propietarios y gerentes de un hotel en Meaux, todavía abierto hoy en día: Le Richemont.
- L'Aigle de Meaux («El Águila de Meaux») - personaje de ficción. L'Aigle (en ocasiones identificado con Bossuet) fue un personaje de la novela de Victor Hugo Los miserables. En la novela el personaje solicita que una oficina de correos sea creada en Meaux.
- Olivier N'Siabamfumu, futbolista.
- Chris Mavinga, futbolista.
- Éric Judor, actor.
- John de Cheam, murió y fue enterrado en Meaux.
- Alexis Soyer, un famoso chef del Londres victoriano, nació en Meaux.
- Jean-François Copé, el actual alcalde de la comuna, diputado representante de la sexta circunscripción de Sena y Marne y presidente del grupo Unión por un Movimiento Popular (UMP) en la Asamblea Nacional de Francia.
- Lucas Digne, futbolista, defensa lateral izquierdo del club Futbol Club Barcelona.
- Léon Charles Thévenin, ingeniero y descubridor de la ley que lleva su nombre Teorema de Thévenin.
- Julie Fuchs, soprano

## Patrimonio desaparecido

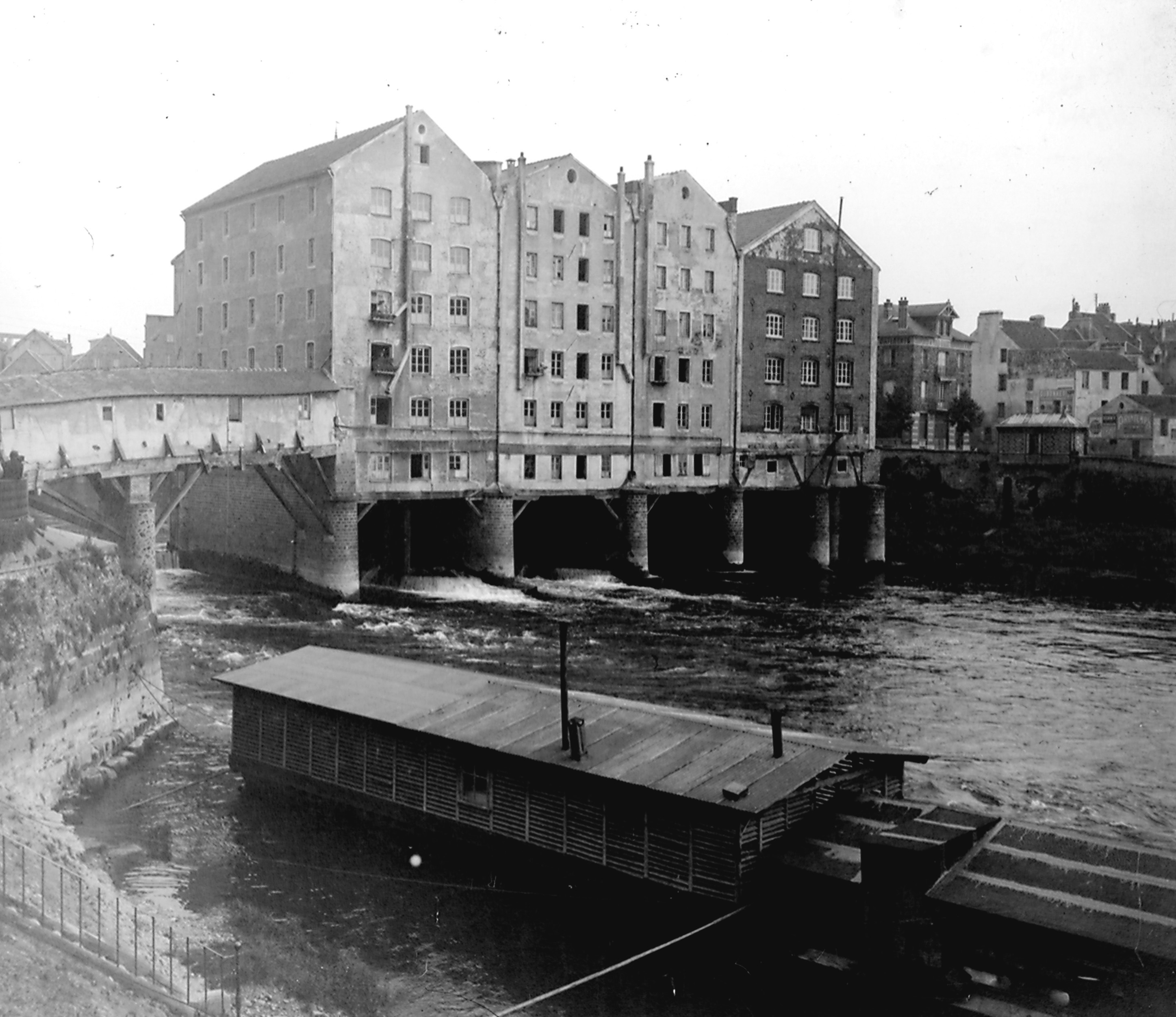
Los molinos de la escalera (fotografía del 10 de septiembre de 1916), hoy en día ya desaparecidos.

- Santuario de La Bauve, un lugar destinado al culto de los dioses y al sacrificio votivo de animales (períodos galo y galo-romano)
- Edificio galo-romano para espectáculos (calle Camille-Guérin): excavado en los años 1990 y seguidamente sepultado.
- Foro y termas galo-romanos. Situados en el barrio de Saint-Faron, al norte de las murallas. Estos restos han sido puestos en evidencia al ser realizadas unas obras públicas.
- El castillo de los condes de Brie y de Champaña.
- Los molinos del Puente del Mercado, destruidos por un incendio en 1920.
- Los molinos de la escalera (moulins de l'échelle), desmontados por la municipalidad en 1926.
- La iglesia San Cristóbal. Destruida durante la Revolución francesa, solo queda de esta iglesia gótica un portal lateral en muy mal estado.
- La iglesia Saint-Faron, que hacía parte de la Abadía de mismo nombre. La iglesia albergaba el sepulcro del santo así como un sepulcro monumental, pretendidamente el de Ogier el Danés. Todo el conjunto arquitectónico (abadía, iglesia y dependencias) fue destruido durante la Revolución francesa.
- La Abadía de Santa Cecilia (en el Faubourg Saint-Nicolas).

## Hermanamientos
- Heiligenhaus (Alemania)
- Basildon (Reino Unido)